# رای وی
رای وی (انگلیسی: Rai Way) شرکت دولتی رسانه‌ای ایتالیایی است، که در سال ۱۹۹۹ تأسیس شد.